# Special Olympics Namibia
Special Olympics Namibia ist der namibische Verband von Special Olympics International, der weltweit größten Sportbewegung für Menschen mit geistiger Behinderung und Mehrfachbehinderung. Ziel ist die sportliche Förderung dieser Personengruppe und die Sensibilisierung der Gesellschaft für sie. Außerdem betreut der Verband die namibischen Athletinnen und Athleten bei den Special Olympics Wettbewerben.

## Geschichte
Special Olympics Namibia wurde 1998 mit Sitz in Windhoek gegründet und 1999 vom internationalen Dachverband anerkannt.

## Aktivitäten
2016 waren 509 Athleten und Unified Partner sowie 49 Trainer bei Special Olympics Namibia registriert.
Der Verband nahm 2017 an den Programmen Athlete Leadership, Healthy Athletes, Young Athletes, Healthy Communities, Family Health Forum und Youth Activation teil, die von Special Olympics International ins Leben gerufen worden waren.

## Sportarten
Folgende Sportarten wurden 2017 vom Verband angeboten: 
- Basketball (Special Olympics)
- Fußball (Special Olympics)
- Leichtathletik (Special Olympics)

## Teilnahmen

### Special Olympics World Games
- 1999 – Raleigh, Durham und Chape Hill, Vereinigte Staaten von Amerika
- 2003 – Dublin und Belfast, Irland/Nordirland
- 2007 – Shanghai, Volksrepublik China
- 2011 – Athen, Griechenland
- 2015 – Los Angeles, Vereinigte Staaten von Amerika: 12 Athletinnen und Athleten
- 2019 – Abu Dhabi, Vereinigte Arabische Emirate (9 Athletinnen und Athleten)[2]
- 2025 (Winter Games) – Turin, Italien (8 Athletinnen und Athleten)[3]

Special Olympics Namibia nahm an den Special Olympics World Summer Games 2023 teil. Die Delegation wurde vor den Spielen im Rahmen des Host Town Program von Pfungstadt betreut. Das Team gewann bei diesen Weltspielen eine Gold-, zwei Silbermedaillen und eine Bronzemedaille.
Special Olympics Namibia nahm erstmals bei Winterspielen an den Special Olympics World Winter Games 2025 mit einer Floorball-Mannschaft teil.

### Unified Cup
- 2022 – Detroit, Vereinigte Staaten[6]